# Denotywir
Denotywir – organiczny związek chemiczny, pochodna izotiazolu, lek przeciwwirusowy do stosowania miejscowego. Hamuje replikację wirusów, w tym wirusa opryszczki zwykłej (Herpes simplex). Substancja ta skraca czas trwania choroby, a zastosowana w okresie prodromalnym, może zapobiec rozwojowi schorzenia (nie zapobiega nawrotom). Nie przenika do głębszych warstw skóry i jej stężenie we krwi nie jest wykrywalne.

## Wskazania do stosowania
- Leczenie opryszczki warg i twarzy wywołanej przez wirusa opryszczki zwykłej (Herpes simplex).

## Przeciwwskazania
- nadwrażliwość na denotywir

## Środki ostrożności
1. Nie stosować na błony śluzowe np. ust czy oczu oraz w leczeniu opryszczki narządów płciowych.
2. Jedyny zarejestrowany preparat w Polsce[2] zawiera alkohol cetylowy i stearylowy, glikol propylenowy oraz parahydroksybenzoesan metylu i propylu – może powodować miejscową reakcję skórną (np. kontaktowe zapalenie skóry), podrażnienie skóry oraz reakcje alergiczne.

## Działania niepożądane
Mogą wystąpić objawy nadwrażliwości.

## Dawkowanie
Leczenie należy rozpocząć z chwilą pojawienia się pierwszych objawów. Lek stosuje się miejscowo na chorobowo zmienioną powierzchnię skóry kilka razy dziennie niewielką ilością kremu. Leczenie trwa zwykle około 5 dni.

## Preparaty
Dostępne w Polsce:
- Vratizolin – Przedsiębiorstwo Farmaceutyczne Jelfa S.A. – krem 30 mg/g; 1 tuba 3g